# Candillargues
Candillargues este o comună în departamentul Hérault din sudul Franței. În 2009 avea o populație de 1.276 de locuitori.

## Evoluția populației
| An        | 1975 | 1982 | 1990 | 1999  | 2006  | 2009  |
| --------- | ---- | ---- | ---- | ----- | ----- | ----- |
| Populație | 292  | 476  | 687  | 1.143 | 1.241 | 1.276 |